# Central eléctrica de Peña del Hierro
La central eléctrica de Peña del Hierro fue una instalación termoeléctrica de carbón ubicada en el municipio español de Nerva, en la provincia de Huelva. Las instalaciones fueron construidas por la Peña Copper Mines Company Limited en 1910. En la actualidad el edificio se encuentra abandonado y semiderruido.

## Historia
La central fue construida en 1910 por The Peña Copper Mines Company Limited con el fin de dotar de suministro eléctrico a sus explotaciones mineras en la zona. Se trataba de un edificio de planta rectangular que estaba dividido en tres naves. Albergaba un motor de vapor semifijo de 228 CV, con caldera tubular de doble caldeo y contaba con una dínamo Siemens que proporcionaba una corriente continua de 240 amperios a 525 voltios. Debido a que la electricidad no era suficiente para las necesidades de las explotaciones mineras, a comienzos de la década de 1940 el suministro de energía pasó a ser proporcionado por la Compañía Sevillana de Electricidad. A partir de ese momento el edificio fue destinado a cumplir funciones de almacén, siendo desmontado el motor de vapor.